# Oberlind (Vohenstrauß)
Oberlind ist ein Kirchdorf in der Oberpfalz. Die ehemals selbstständige Gemeinde ist heute ein Gemeindeteil von Vohenstrauß und eine Gemarkung im Landkreis Neustadt an der Waldnaab.

## Lage
Der Ort liegt auf freier Flur, etwa zweieinhalb Kilometer südwestlich von Vohenstrauß und 500 m westlich der Autobahn A 6. Auf der Gemarkung liegen die Orte Arnmühle, Kaltenbaum, Oberlind und Unterlind.

## Geschichte
Die Ortschaft ist vermutlich eine Ende des 11. Jahrhunderts gegründete Rodungssiedlung. 1280 ist Lind im Urbar des Viztums Straubing erwähnt. In der ersten Hälfte des 14. Jahrhunderts besaß auch das Kloster Waldsassen Zehentrechte in Lind. Kaiser Ludwig der Bayer verpfändete 1346 den Zehent zu Ober- und Unterlind an die Geiganter. Vor 1400 besaßen auch die Paulsdorfer hier zwei Höfe, die sie 1388 an die Landgräfin Margareta von Leuchtenberg verkauften. In der zweiten Hälfte des 14. Jahrhunderts war Oberlind Teil von Neuböhmen, der Zehent gehörte aber immer noch den Geigantern. 1469 verkaufte die Witwe des Friedrich Waldthurner zu Kaimling der Kirche in Vohenstrauß drei Höfe zu Oberlind und einen zu Unterlind. Vor 1475 besaß auch Ulrich von Waldau einen Hof zu Oberlind, den er verkaufte. Um die Mitte des 16. Jahrhunderts gehörten zu Lind (Ober- und Unterlind) 15 Höfe, zwei Hirtenhäuser, eine Schmiedstatt und die Kirche St. Thomas, zudem ein Pfarrhof und ein Schulhaus. Zur Zeit der Reformation wurde Lind kalvinistisch. Im Zuge der Gegenreformation musste die Pfarrei Lind alle Orte, die zu Leuchtenberg gehörten, an die Pfarrei Michldorf abgeben.
Die heutige katholische Kirche St. Thomas ist eine Chorturmkirche mit gotischem Kern; in der zweiten Hälfte des 17. Jahrhunderts wurde sie umgebaut. 
1808 wurde der Steuerdistrikt Oberlind gebildet. Zu diesem gehörten neben Oberlind selbst Unterlind, Arnmühle, Kaltenbaum und Tradmühle. Die politische Gemeinde Oberlind wurde 1818 aufgrund des Gemeindeedikts in Bayern errichtet. Neben dem Hauptort bestand sie aus den Ortsteilen Arnmühle, Kaltenbaum und Unterlind. 1938 kam die Gemeinde Obernankau dazu.
Im Zuge der Gemeindegebietsreform in Bayern wurde am 1. Januar 1968 die Gemeinde Oberlind zunächst in den Standesamtsbezirk Vohenstrauß eingegliedert. Mit Wirkung vom 1. Januar 1972 kam sie zur Gemeinde Vohenstrauß.

## Einwohnerentwicklung
Auf dem Gebiet der ehemaligen Gemeinde Oberlind wurden an Einwohnern gezählt:
| Jahr | Einwohner |
| ---- | --------- |
| 1840 | 360       |
| 1852 | 366       |
| 1861 | 346       |
| 1871 | 387       |
| 1880 | 400       |
| 1890 | 411       |
| 1900 | 399       |
| 1910 | 420       |

| Jahr | Einwohner |
| ---- | --------- |
| 1919 | 399       |
| 1939 | 444       |
| 1950 | 501       |
| 1956 | 457       |
| 1961 | 458       |
| 1965 | 441       |
| 1968 | 425       |